# APG-systeem
Het APG-systeem voor classificatie van de bedektzadigen (Engels: Angiosperms) is in 1998 gepubliceerd door de Angiosperm Phylogeny Group. In 2003 is het opgevolgd door het APG II-systeem, dat later op zijn beurt weer vervangen is. In 2016 is voorgesteld om dit (oorspronkelijke) systeem uit 1998 voortaan aan te duiden als APG I. 
Ten tijde van publicatie was dit systeem ongebruikelijk omdat het niet gebaseerd is op het totaal aan beschikbare gegevens, maar op de cladistische analyse van de DNA-volgorde van drie genen, twee chloroplast-genen en één gen dat codeert voor ribosomen. Alhoewel het dus alleen gebaseerd is op moleculair bewijs blijkt dat de zo aangewezen groepen ook ondersteund worden door andere bewijzen. Zo ondersteunt de morfologie van het stuifmeel de splitsing tussen de eudicots en de rest van de voormalige tweezaadlobbigen. 
Dit systeem was bij de publicatie ook tamelijk controversieel in de beslissingen die op familieniveau gemaakt zijn: er werden een aantal sinds lang bestaande families opgedeeld, en andere families verenigd tot grotere families. Het was ook ongebruikelijk omdat het geen formele botanische namen gebruikt boven de rang van orde, met andere woorden de orde is de hoogste rang die in dit systeem een formele botanische naam krijgt. Hogere groepen worden enkel aangeduid als clades, met namen als monocots, eudicots, rosids, asterids.

## Hoofdgroepen
De hoofdgroepen in het systeem (clades zonder rang):
- angiosperms
  - monocots
    -  commelinoids

  -  eudicots
    -  core eudicots
      - rosids
        - eurosids I
        -  eurosids II

      -  asterids
        - euasterids I
        -  euasterids II

## Meer gedetailleerde fylogenie
In meer detail, met in het begin telkens een aantal families of ordes die niet nader geplaatst zijn 
- clade angiosperms
familie Amborellaceae
familie Austrobaileyaceae
familie Canellaceae
familie Chloranthaceae
familie Hydnoraceae
familie Illiciaceae
familie Nymphaeaceae
[+ familie Cabombaceae ]
familie Rafflesiaceae
familie Schisandraceae
familie Trimeniaceae
familie Winteraceae
orde Ceratophyllales
familie Ceratophyllaceae
orde Laurales
familie Atherospermataceae
familie Calycanthaceae
familie Gomortegaceae
familie Hernandiaceae
familie Lauraceae
familie Monimiaceae
familie Siparunaceae
orde Magnoliales
familie Annonaceae
familie Degeneriaceae
familie Eupomatiaceae
familie Himantandraceae
familie Magnoliaceae
familie Myristicaceae
orde Piperales
familie Aristolochiaceae
familie Lactoridaceae
familie Piperaceae
familie Saururaceae
clade monocots
familie Corsiaceae
familie Japonoliriaceae
familie Nartheciaceae
familie Petrosaviaceae
familie Triuridaceae
orde Acorales
familie Acoraceae
orde Alismatales
familie Alismataceae
familie Aponogetonaceae
familie Araceae
familie Butomaceae
familie Cymodoceaceae
familie Hydrocharitaceae
familie Juncaginaceae
familie Limnocharitaceae
familie Posidoniaceae
familie Potamogetonaceae
familie Ruppiaceae
familie Scheuchzeriaceae
familie Tofieldiaceae
familie Zosteraceae
orde Asparagales
familie Agapanthaceae
familie Agavaceae
familie Alliaceae
familie Amaryllidaceae
familie Anemarrhenaceae
familie Anthericaceae
familie Aphyllanthaceae
familie Asparagaceae
familie Asphodelaceae
familie Asteliaceae
familie Behniaceae
familie Blandfordiaceae
familie Boryaceae
familie Convallariaceae
familie Doryanthaceae
familie Hemerocallidaceae
familie Herreriaceae
familie Hyacinthaceae
familie Hypoxidaceae
familie Iridaceae
familie Ixioliriaceae
familie Lanariaceae
familie Laxmanniaceae
familie Orchidaceae
familie Tecophilaeaceae
familie Themidaceae
familie Xanthorrhoeaceae
familie Xeronemataceae
orde Dioscoreales
familie Burmanniaceae
familie Dioscoreaceae
familie Taccaceae
familie Thismiaceae
familie Trichopodaceae
orde Liliales
familie Alstroemeriaceae
familie Campynemataceae
familie Colchicaceae
familie Liliaceae
familie Luzuriagaceae
familie Melanthiaceae
familie Philesiaceae
familie Ripogonaceae
familie Smilacaceae
orde Pandanales
familie Cyclanthaceae
familie Pandanaceae
familie Stemonaceae
familie Velloziaceae
clade commelinoids
familie Abolbodaceae
familie Bromeliaceae
familie Dasypogonaceae
familie Hanguanaceae
familie Mayacaceae
familie Rapateaceae
orde Arecales
familie Arecaceae
orde Commelinales
familie Commelinaceae
familie Haemodoraceae
familie Philydraceae
familie Pontederiaceae
orde Poales
familie Anarthriaceae
familie Centrolepidaceae
familie Cyperaceae
familie Ecdeiocoleaceae
familie Eriocaulaceae
familie Flagellariaceae
familie Hydatellaceae
familie Joinvilleaceae
familie Juncaceae
familie Poaceae
familie Prioniaceae
familie Restionaceae
familie Sparganiaceae
familie Thurniaceae
familie Typhaceae
familie Xyridaceae
orde Zingiberales
familie Cannaceae
familie Costaceae
familie Heliconiaceae
familie Lowiaceae
familie Marantaceae
familie Musaceae
familie Strelitziaceae
familie Zingiberaceae
clade eudicots
familie Buxaceae
familie Didymelaceae
familie Sabiaceae
familie Trochodendraceae
[+ familie Tetracentraceae ]
orde Proteales
familie Nelumbonaceae
familie Platanaceae
familie Proteaceae
orde Ranunculales
familie Berberidaceae
familie Circaeasteraceae
[+ familie Kingdoniaceae ]
familie Eupteleaceae
familie Lardizabalaceae
familie Menispermaceae
familie Papaveraceae
[+ familie Fumariaceae]
[+ familie Pteridophyllaceae ]
familie Ranunculaceae
clade core eudicots
familie Aextoxicaceae
familie Berberidopsidaceae
familie Dilleniaceae
familie Gunneraceae
familie Myrothamnaceae
familie Vitaceae
orde Caryophyllales
familie Achatocarpaceae
familie Aizoaceae
familie Amaranthaceae
familie Ancistrocladaceae
familie Asteropeiaceae
familie Basellaceae
familie Cactaceae
familie Caryophyllaceae
familie Didiereaceae
familie Dioncophyllaceae
familie Droseraceae
familie Drosophyllaceae
familie Frankeniaceae
familie Molluginaceae
familie Nepenthaceae
familie Nyctaginaceae
familie Physenaceae
familie Phytolaccaceae
familie Plumbaginaceae
familie Polygonaceae
familie Portulacaceae
familie Rhabdodendraceae
familie Sarcobataceae
familie Simmondsiaceae
familie Stegnospermataceae
familie Tamaricaceae
orde Santalales
familie Olacaceae
familie Opiliaceae
familie Loranthaceae
familie Misodendraceae
familie Santalaceae
orde Saxifragales
familie Altingiaceae
familie Cercidiphyllaceae
familie Crassulaceae
familie Daphniphyllaceae
familie Grossulariaceae
familie Haloragaceae
familie Hamamelidaceae
familie Iteaceae
familie Paeoniaceae
familie Penthoraceae
familie Pterostemonaceae
familie Saxifragaceae
familie Tetracarpaeaceae
clade rosids
familie Aphloiaceae
familie Crossosomataceae
familie Ixerbaceae
familie Krameriaceae
familie Picramniaceae
familie Podostemaceae
familie Stachyuraceae
familie Staphyleaceae
familie Tristichaceae
familie Zygophyllaceae
orde Geraniales
familie Francoaceae
familie Geraniaceae
[+ familie Hypseocharitaceae ]
familie Greyiaceae
familie Ledocarpaceae
familie Melianthaceae
familie Vivianiaceae
clade eurosids I
familie Celastraceae
familie Huaceae
familie Parnassiaceae
[+ familie Lepuropetalaceae ]
familie Stackhousiaceae
orde Cucurbitales
familie Anisophylleaceae
familie Begoniaceae
familie Coriariaceae
familie Corynocarpaceae
familie Cucurbitaceae
familie Datiscaceae
familie Tetramelaceae
orde Fabales
familie Fabaceae
familie Polygalaceae
familie Quillajaceae
familie Surianaceae
orde Fagales
familie Betulaceae
familie Casuarinaceae
familie Fagaceae
familie Juglandaceae
familie Myricaceae
familie Nothofagaceae
familie Rhoipteleaceae
familie Ticodendraceae
orde Malpighiales
familie Achariaceae
familie Balanopaceae
familie Caryocaraceae
familie Chrysobalanaceae
familie Clusiaceae
familie Dichapetalaceae
familie Erythroxylaceae
familie Euphorbiaceae
familie Euphroniaceae
familie Flacourtiaceae
familie Goupiaceae
familie Hugoniaceae
familie Humiriaceae
familie Hypericaceae
familie Irvingiaceae
familie Ixonanthaceae
familie Lacistemataceae
familie Linaceae
familie Malesherbiaceae
familie Malpighiaceae
familie Medusagynaceae
familie Ochnaceae
familie Pandaceae
familie Passifloraceae
familie Putranjivaceae
familie Quiinaceae
familie Rhizophoraceae
familie Salicaceae
familie Scyphostegiaceae
familie Trigoniaceae
familie Turneraceae
familie Violaceae
orde Oxalidales
familie Cephalotaceae
familie Connaraceae
familie Cunoniaceae
familie Elaeocarpaceae
familie Oxalidaceae
familie Tremandraceae
orde Rosales
familie Barbeyaceae
familie Cannabaceae
familie Cecropiaceae
familie Celtidaceae
familie Dirachmaceae
familie Elaeagnaceae
familie Moraceae
familie Rhamnaceae
familie Rosaceae
familie Ulmaceae
familie Urticaceae
clade eurosids II
familie Tapisciaceae
orde Brassicales
familie Akaniaceae
[+ familie Bretschneideraceae ]
familie Bataceae
familie Brassicaceae
familie Caricaceae
familie Emblingiaceae
familie Gyrostemonaceae
familie Koeberliniaceae
familie Limnanthaceae
familie Moringaceae
familie Pentadiplandraceae
familie Resedaceae
familie Salvadoraceae
familie Setchellanthaceae
familie Tovariaceae
familie Tropaeolaceae
orde Malvales
familie Bixaceae
[+ familie Cochlospermaceae ]
familie Cistaceae
familie Cochlospermaceae
familie Diegodendraceae
familie Dipterocarpaceae
familie Malvaceae
familie Muntingiaceae
familie Neuradaceae
familie Sarcolaenaceae
familie Sphaerosepalaceae
familie Thymelaeaceae
orde Myrtales
familie Alzateaceae
familie Combretaceae
familie Crypteroniaceae
familie Heteropyxidaceae
familie Lythraceae
familie Melastomataceae
familie Memecylaceae
familie Myrtaceae
familie Oliniaceae
familie Onagraceae
familie Penaeaceae
familie Psiloxylaceae
familie Rhynchocalycaceae
familie Vochysiaceae
orde Sapindales
familie Anacardiaceae
familie Biebersteiniaceae
familie Burseraceae
familie Kirkiaceae
familie Meliaceae
familie Nitrariaceae
[+ familie Peganaceae ]
familie Rutaceae
familie Sapindaceae
familie Simaroubaceae
clade asterids
orde Cornales
familie Cornaceae
[+ familie Nyssaceae ]
familie Grubbiaceae
familie Hydrangeaceae
familie Hydrostachyaceae
familie Loasaceae
orde Ericales
familie Actinidiaceae
familie Balsaminaceae
familie Clethraceae
familie Cyrillaceae
familie Diapensiaceae
familie Ebenaceae
familie Ericaceae
familie Fouquieriaceae
familie Halesiaceae
familie Lecythidaceae
familie Marcgraviaceae
familie Myrsinaceae
familie Pellicieraceae
familie Polemoniaceae
familie Primulaceae
familie Roridulaceae
familie Sapotaceae
familie Sarraceniaceae
familie Styracaceae
familie Symplocaceae
familie Ternstroemiaceae
familie Tetrameristaceae
familie Theaceae
familie Theophrastaceae
clade euasterids I
familie Boraginaceae
familie Plocospermataceae
familie Vahliaceae
orde Garryales
familie Aucubaceae
familie Eucommiaceae
familie Garryaceae
familie Oncothecaceae
orde Gentianales
familie Apocynaceae
familie Gelsemiaceae
familie Gentianaceae
familie Loganiaceae
familie Rubiaceae
orde Lamiales
familie Acanthaceae
familie Avicenniaceae
familie Bignoniaceae
familie Buddlejaceae
familie Byblidaceae
familie Cyclocheilaceae
familie Gesneriaceae
familie Lamiaceae
familie Lentibulariaceae
familie Myoporaceae
familie Oleaceae
familie Paulowniaceae
familie Pedaliaceae
[+ familie Martyniaceae]
familie Phrymaceae
familie Plantaginaceae
familie Schlegeliaceae
familie Scrophulariaceae
familie Stilbaceae
familie Tetrachondraceae
familie Verbenaceae
orde Solanales
familie Convolvulaceae
familie Hydroleaceae
familie Montiniaceae
familie Solanaceae
familie Sphenocleaceae
clade euasterids II
familie Adoxaceae
familie Bruniaceae
familie Carlemanniaceae
familie Columelliaceae
[+ familie Desfontainiaceae]
familie Eremosynaceae
familie Escalloniaceae
familie Icacinaceae
familie Polyosmaceae
familie Sphenostemonaceae
familie Tribelaceae
orde Apiales
familie Apiaceae
familie Araliaceae
familie Aralidiaceae
familie Griseliniaceae
familie Melanophyllaceae
familie Pittosporaceae
familie Torricelliaceae
orde Aquifoliales
familie Aquifoliaceae
familie Helwingiaceae
familie Phyllonomaceae
orde Asterales
familie Alseuosmiaceae
familie Argophyllaceae
familie Asteraceae
familie Calyceraceae
familie Campanulaceae
[+ familie Lobeliaceae ]
familie Carpodetaceae
familie Donatiaceae
familie Goodeniaceae
familie Menyanthaceae
familie Pentaphragmataceae
familie Phellinaceae
familie Rousseaceae
familie Stylidiaceae
orde Dipsacales
familie Caprifoliaceae
familie Diervillaceae
familie Dipsacaceae
familie Linnaeaceae
familie Morinaceae
familie Valerianaceae

Noot: "+ ..." = optioneel, naar wens af te scheiden van de voornoemde familie.
- Families van onzekere positie
familie Balanophoraceae
familie Bonnetiaceae
familie Cardiopteridaceae
familie Ctenolophonaceae
familie Cynomoriaceae
familie Cytinaceae
familie Dipentodontaceae
familie Elatinaceae
familie Geissolomataceae
familie Hoplestigmataceae
familie Kaliphoraceae
familie Lepidobotryaceae
familie Lissocarpaceae
familie Lophopyxidaceae
familie Medusandraceae
familie Metteniusaceae
familie Mitrastemonaceae
familie Paracryphiaceae
familie Pentaphylacaceae
familie Peridiscaceae
familie Plagiopteraceae
familie Pottingeriaceae
familie Sladeniaceae
familie Strasburgeriaceae
familie Tepuianthaceae

## Referentie
- The Angiosperm Phylogeny Group, 1998. An ordinal classification for the families of flowering plants. Annals of the Missouri Botanical Garden 85: 531–553
- The Angiosperm Phylogeny Group, 2016. An update of the Angiosperm Phylogeny Group classification for the orders and families of flowering plants: APG IV. Gearchiveerd op 25 december 2021.